# ブラックナイト衛星

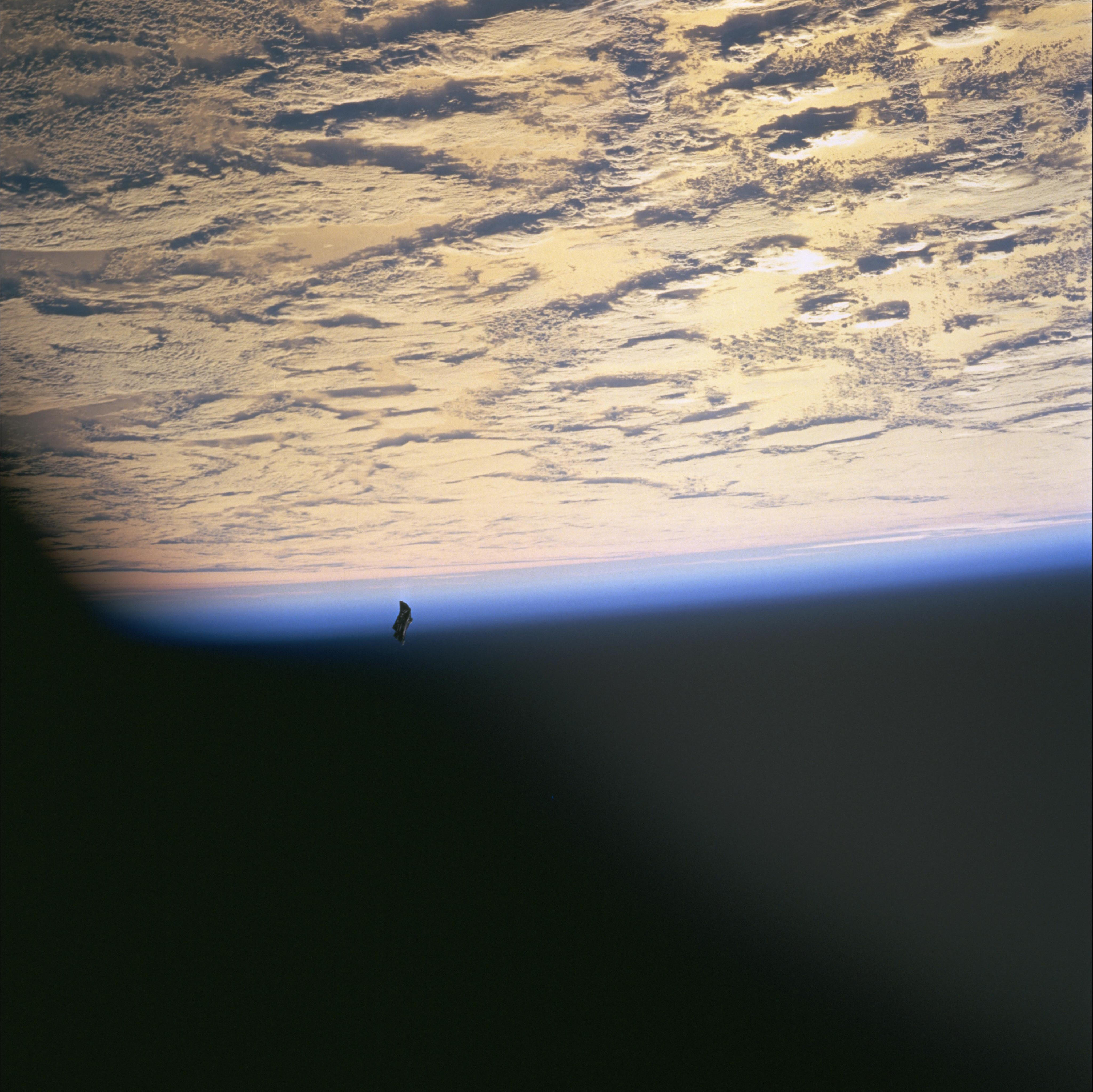
STS-88ミッションで撮影されたブラックナイトといわれる物体

ブラックナイト衛星（ブラックナイトえいせい、英: Black Knight satellite）は、黒く細長い形をしている。極軌道近くで地球を周回しているとされる存在の疑わしい物体。およそ13,000年前から存在し、地球外生命体に由来するという都市伝説のもとになっている。

## 解説
ブラックナイト（黒騎士）の名称の起源は明らかではない。本来の「黒騎士」とは、紋章を塗りつぶし、出自を明らかにしていない騎士を指す。英語のblack knightは、様々な意味で用いられるため注意が必要。ブラックナイトも参照。
「人類の手によらない人工衛星が地球を周回している」という都市伝説、あるいはデマの発端は、1954年にセントルイス・ポスト・ディスパッチとサンフランシスコ・エグザミナーの2紙を含む新聞に掲載された、アメリカ空軍が地球を周回する2つの衛星の存在を報告したとする記事である（この当時、人類はまだ衛星の打ち上げに成功していない）。これには冥王星の発見で知られる天文学者クライド・トンボーも関わっているとされた。この記事は、UFO研究家ドナルド・キーホーの1953年の書籍『外宇宙からの空飛ぶ円盤』の内容にトンボーの研究内容を組み合わせたもので、書籍のプロモーション記事だという見方もある。当時のトンボーは軍の依頼によって、宇宙開発の障害となる自然天体の有無を調査していた。
1960年2月、「アメリカ海軍が赤道面から79度傾いた軌道を公転周期104.5分で周回している暗く回転する物体を発見した」との記事が新聞に報じられた。物体はかなり特異な軌道を持ち、遠点が1728キロメートル、近点はわずか216キロメートルであるとしている。この物体は、世界のどの国からも所有を表明されなかった。後の公開情報によれば、当時のアメリカ海軍は非常に似た軌道へ打ち上げられたコロナ偵察衛星（ディスカバラー8号）の「落下した部品」を追跡していたとされる。ディスカバラー8号は1960年5月に大気圏に再突入して燃え尽きており、同時期に周辺の破片も大気圏内に落ちたと考えられる。
1998年に行われた国際宇宙ステーション計画のSTS-88ミッションにおいて写真撮影された物体が、ブラックナイト衛星であるという説が広く主張されている。しかし、これは船外活動の間に船体から外れてしまった熱ブランケットである可能性が高い。宇宙開発ジャーナリストのジェームズ・オバーグによれば、ブランケットは軌道を離れて落下し、約1週間後に燃え尽きたという。